# Orchestre symphonique de Nuremberg
Ne doit pas être confondu avec Orchestre philharmonique de Nuremberg.

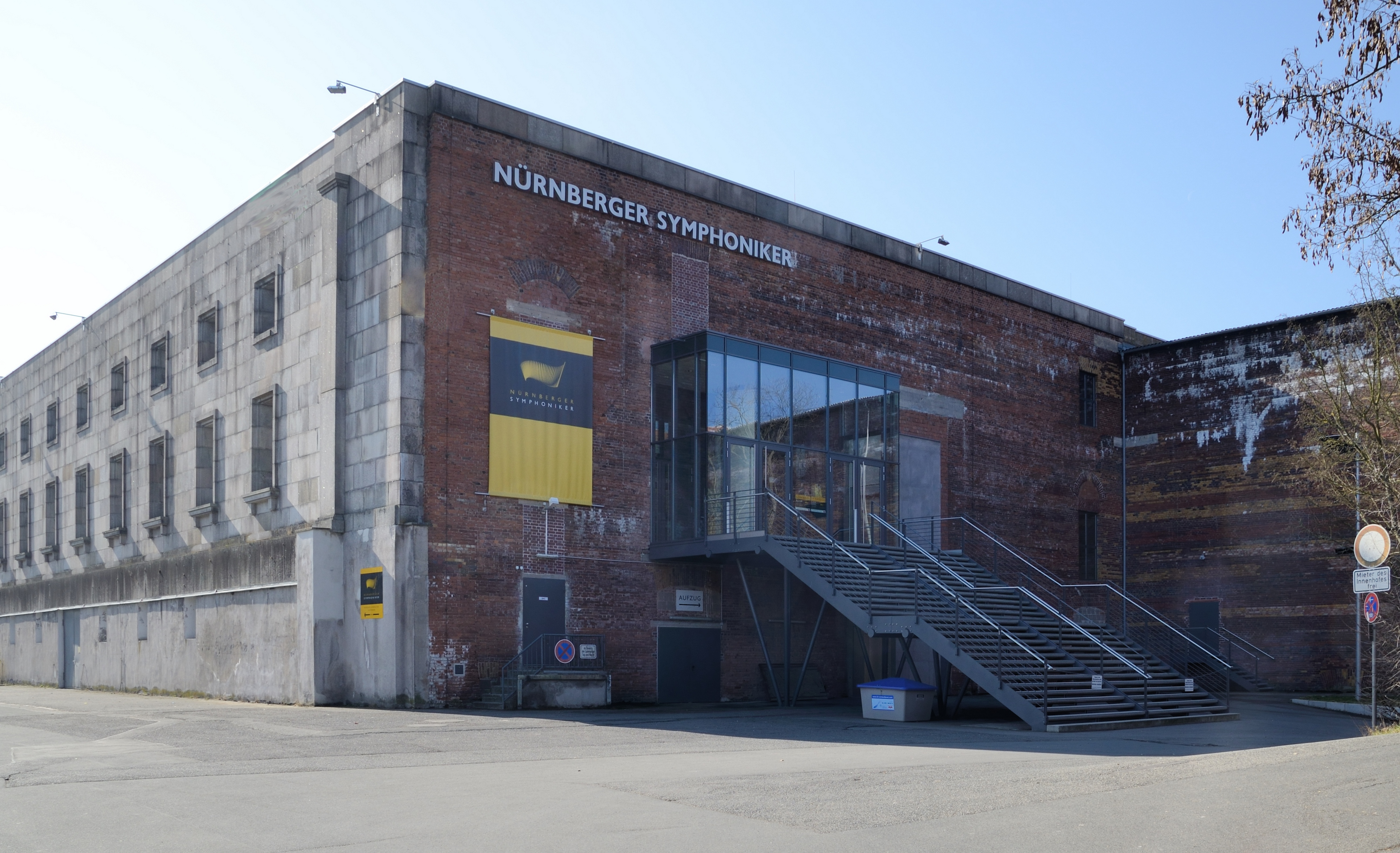
Orchestre symphonique de Nuremberg

L’Orchestre symphonique de Nuremberg (Nürnberger Symphoniker) est un orchestre symphonique basé à Nuremberg et fondé en 1946. 

## Historique
L'orchestre est créé peu après la Seconde Guerre mondiale, le 1er juin 1946, sous le nom de Fränkisches Landesorchester (Orchestre d'état de Franconie). Il prend son nom actuel en 1963 à l'occasion de l'inauguration de la Meistersingerhalle, le palais des congrès et de la culture de la ville de Nuremberg. Dans les années 1950, l'Orchestre symphonique de Nuremberg se fait remarquer pour ses enregistrements de musique de films, par exemple Quo Vadis et Ben Hur de Miklós Rózsa.
En 1993, l'orchestre reçoit un Grammy Award dans la catégorie Best Pop Instrumental Performance pour la bande originale de La Belle et la Bête.
L'orchestre dispose depuis 2008 d'une nouvelle salle de concert et de répétitions d'une capacité de 515 places, le Neuer Musiksaal. La cour intérieure sud du Palais des Congrès du Reichsparteitagsgelände, le Serenadenhof, est utilisée en été pour les Serenadenkonzerte, et offre une capacité de 800 places.
Depuis 2022, l'orchestre est dirigé par Jonathan Darlington.

## Concerts
L'Orchestre symphonique de Nuremberg donne près de 100 représentations par an, pour un total de 180 000 spectateurs. Deux séries de concerts d'abonnement sont données à la Meistersingerhalle, pour 3 000 abonnés.
L'orchestre participe au plus grand festival de musique classique en plein air d'Europe, Klassik Open Air, sur le site du Reichsparteitagsgelände. Deux représentations sont données à deux semaines d'intervalle, l'une par l'Orchestre symphonique de Nuremberg, l'autre par l'Orchestre philharmonique de Nuremberg. Ces deux concerts réunissent en moyenne 100 000 spectateurs chaque année.